# Diclofop-methyl
Diclofop-methyl ist selektives  Nachlaufherbizid und wird beim Anbau von Weizen und Sommergerste gegen Flughafer und beim Anbau von Rüben ebenfalls zur Bekämpfung von Flughafer aber auch Hirsearten eingesetzt. Es gehört zur Wirkstoffklasse der Aryloxyphenoxypropionate.

## Geschichte
Die Markteinführung erfolgte in den späten 1970er Jahren durch die Hoechst AG, die im Chemiepark Knapsack 1979 die erste Produktionsanlage für das Herbizid unter dem Markennamen Illoxan in Betrieb nimmt.
Diclofop-methyl ist unter den Markennamen Illoxan, Hoelon und One Shot im Handel und war bis 31. Dezember 2001 unter einem Patentschutz auf die Firma Agrevo (später Bayer CropScience) registriert.
Mit der Entscheidung der  Europäischen Kommission vom 5. Dezember 2008 sollte Diclofop-methyl spätestens bis 31. Dezember 2010 die Zulassung als Pestizid für die Europäische Gemeinschaft entzogen werden.
In der Schweiz, Österreich und Deutschland ist Diclofop-methyl mittlerweile nicht oder nicht mehr als Pflanzenschutzmittel zugelassen. In Südtirol darf es verwendet werden.

## Wirkung
Durch Hydrolyse des Esters wird der eigentlich herbizide Wirkstoff, die Carbonsäure, nach der Anwendung freigesetzt. Es ist ein Inhibitor des Enzyms ACCase (Acetyl-CoA-Carboxylase).

## Analyse
Diclofop-methyl kann mit Hilfe der Gaschromatographie nachgewiesen werden.